# Propithecus deckenii
El sifaca de Decken (Propithecus deckenii) es una especie de mamífero primate de la familia Indriidae. Como todos los lémures es endémico de Madagascar, en las regiones de Mahajanga y el norte de Toliara, al oeste de la isla; entre los ríos Mahavavy al norte y Manambolo al sur, sin sobrepasar el río Tsirimbihina, límite septentrionnal del sifaca de Verreaux.
En el pasado se consideraba a esta una subespecie de P. verreauxi. Algunos autores consideran a esta especie como sinónimo de P. coronatus cuyos límites por el norte son claros, separadas por los ríos Mahavavy y Betsiboka, pero no tanto en la cabecera del primero, donde se han encontrado híbridos; o en islas de su parte media, donde se han encontrado individuos de coloración intermedia. Aún más, en la zona más alejada del mar, en el macizo de Bongolava, se han observado individuos con el patrón de color de ambas especies.
Su cuerpo mide de 42 a 48 cm, más la cola que alcanza los 50 o 60 cm, y pesa de dos y medio a tres kilogramos; por tanto es una especie pequeña dentro de este género. Dorsalmente, su pelaje el blanquecino cremoso, con tonos dorados en la cabeza, hombros y muslos. La cara es lampiña y negra, con una mancha blanquecina en el morro.
Los datos sobre su dieta, comportamiento y ecología en general son muy escasos y no se ha estudiado en libertad. Sin embargo, se sospecha que formen grupos de entre dos y diez individuos. Habita en el bosques secos caducifolios y parecen ser bastante resistentes a la degradación de su hábitat, incluso se les ha podido observar en eucaliptos dentro de la ciudad de Soalala. Son diurnos y arbóreos.
Su estatus en la Lista Roja de la UICN es de «en peligro de extinción», debido a que en las últimas tres generaciones (unos 50 años) su población ha descendido a la mitad, causado por la pérdida de un cuarto de superficie donde habitaba. Este hábitat se ha trasformado en pastos para ganado a través de incendios y deforestado para la recolección de leña. Es muy posible que en las próximas tres generaciones la población vuelva a reducirse otro 50% si no se toman medidas de protección. Se encuentra protegido por el apéndice I de CITES y existen poblaciones dentro de áreas protegidas en Madagascar. No es cazado debido a ser tabú en la mayor parte de su rango de distribución.